# مترسک (فیلم ۲۰۱۳)
مترسک (به انگلیسی: Scarecrow (2013 film)) فیلمی تلویزیونی در ژانر ترسناک است.